# GPW-2003
GPW-2003 – polski spalinowy wózek widłowy (podnośnikowy) produkcji Zakładów Remontu Maszyn Budowlanych nr 5 w Gliwicach.

## Przeznaczenie
Pojazd wyposażony w skrzynię biegów, był przeznaczony do podnoszenia i przewożenia przedmiotów i materiałów o masie do 2000 kg w otwartych i zamkniętych magazynach portowych, kolejowych, zakładach produkcyjnych i w wagonach kolejowych. Mógł holować przyczepy przy pomocy haka pociągowego. Przystosowany był do przewożenia ładunków na paletach.

## Dane techniczne
Nośność - 2000 kg, największa wysokość podnoszenia - 3200 mm, największa prędkość podnoszenia - 0,21 m/s, prędkość opuszczania - 0,3 m/s, szybkość jazdy na I biegu - do 9 km/h, a na drugim - do 16 km/h, najmniejszy promień skrętu - 2170 mm, ogumienie pneumatyczne, długość bez osprzętu roboczego - 2520 mm, szerokość na ogumieniu pneumatycznym - 1240 mm, a na masywach - 1080 mm, największa wysokość - 3850 mm, masa całkowita - 3600 kg. Silnik czterosuwowy S-312B z dwoma cylindrami, średnica cylindra - 102 mm, skok tłoka - 120 mm, pojemność skokowa - 1,96 l, moc - 28 KM.